# Morten Bødskov
Morten Bødskov, né le 1er mai 1970 à Karup (Danemark), est un homme politique danois, membre de la Social-démocratie (SD).

## Biographie

### Débuts en politique
En 1994, il obtient des diplômes en sciences sociales et en sciences de l'administration à l'université d'Aalborg. La même année, il devient secrétaire aux Relations internationales des Jeunesses sociales-démocrates (DSU). Il quitte ces fonctions quand il devient président de l'organisation en 1996, poste qu'il occupe jusqu'en 2000.
Il est élu au Folketing pour la première fois lors des élections législatives de novembre 2001 sous la bannière des sociaux-démocrates. Il est réélu pour un second mandat lors des élections de 2005. Après la défaite des sociaux-démocrates lors du scrutin et le retrait de Mogens Lykketoft de la tête du mouvement, il soutient activement la candidature victorieuse de Helle Thorning-Schmidt à la présidence du parti contre celle de Frank Jensen. Proche de la nouvelle présidente, il devient en 2006 le vice-président du groupe parlementaire social-démocrate.
Après les élections législatives de 2007, il prend la présidence de la commission parlementaire sur les services de renseignement.

### Ministre de la Justice
Après sa réélection au Folketing lors des élections législatives du 15 septembre 2011, il est nommé ministre de la Justice dans le gouvernement de Helle Thorning-Schmidt le 3 octobre.
En avril 2012, il signe un décret pour interdire l'importation, la fabrication et la détention sans permis de carabines à air comprimé.
En novembre 2012, il conclut avec les partis de la majorité et plusieurs formations d'opposition un vaste accord pour le service pénitentiaire et de probation visant à résoudre le problème de la surpopulation carcérale,  prévoyant notamment la création de 200 nouvelles places de prison.
En juin 2013, en dépit de nombreuses critiques et d'une importante mobilisation citoyenne, il fait voter au Folketing une nouvelle loi sur la transparence administrative, qui restreint l'accès du public aux documents gouvernementaux, notamment les échanges entre ministres et parlementaire.
En novembre 2013, le tabloïd Ekstra Bladet révèle qu'en 2012, il a reporté une visite de parlementaires prévue à Christiania sous prétexte de l'indisponibilité du chef de la police, alors qu'il voulait en réalité empêcher la participation de Pia Kjærsgaard pour des raisons de sécurité. Quelques semaines après cette révélation, la Liste de l'unité, un parti soutenant le gouvernement, appelle à son retrait. Il annonce sa démission le 10 décembre, rendue effective le 12 décembre par la nomination de Karen Hækkerup pour le remplacer.

### Retour au Folketing
Alors porte-parole social-démocrate pour les questions européennes, il est un des principaux promoteurs du « oui » lors du référendum de 2014 sur l'adhésion du Danemark à la juridiction unifiée du brevet. En février 2015, il devient porte-parole de son groupe sur la politique étrangère, en plus de son rôle sur les enjeux européens.
Après les élections législatives de 2015, il rejoint la direction du groupe parlementaire social-démocrate et devient président de la commission sur les Entreprises, la Croissance et les Exportations.
Le 14 juin 2016, il est frappé au visage lors de la retransmission sur écran géant à Copenhague d'un match du championnat d'Europe de football 2016. L'agression est largement dénoncée dans la classe politique danoise, notamment par le Premier ministre Lars Løkke Rasmussen.

### Ministre de la Fiscalité
Après sa réélection lors des élections législatives de juin 2019 qui marquent le retour des sociaux-démocrates au pouvoir, il retrouve des responsabilités ministérielles en étant nommé le 27 juin 2019 au poste de ministre de la Fiscalité.
En novembre 2020, il présente avec le ministre du Climat Dan Jørgensen un projet de réforme fiscale verte. Le projet est adopté grâce à l'appui de plusieurs partis d'opposition, mais n'est pas soutenu par la Liste de l'unité, un parti soutenant le gouvernement, qui critique son manque d'ambition écologique et l'absence de taxe sur le CO2.

### Ministre de la Défense
À la faveur d'un remaniement ministériel au sein du gouvernement Frederiksen I, il est nommé le 4 février 2022 au poste de ministre de la Défense. Sa nomination intervient dans un contexte dans lequel la Russie a positionné de nombreuses troupes aux frontières de l'Ukraine, poussant Bødskov à se déclarer ouvert à l'envoi d'armes à l'Ukraine dès le lendemain de sa prise de fonctions. Quelques jours après le début de l'invasion du pays par la Russie, il affirme l'opposition du gouvernement à l'envoi d'avions de combat à l'Ukraine. Dans les premiers mois du conflit, il ne peut participer à plusieurs réunions des ministres de la Défense de l'Union européenne en raison de l'option de retrait du Danemark de la politique de sécurité et de défense commune, jusqu'à la fin de cette option à la suite d'un référendum en juin.
En août 2022, il prend position en faveur d'un investissement de 40 milliards de couronnes sur vingt ans pour la modernisation de la marine royale danoise.

### Ministre de l'Industrie, des Entreprises et des Affaires financières
Après les élections législatives de 2022 qui aboutissent à la formation du gouvernement Frederiksen II, il devient ministre de l'Industrie, des Entreprises et des Affaires financières le 15 décembre.
En plus de ses fonctions ministérielles de plein exercice, il exerce le rôle de ministre des Finances par intérim du 5 juin au 13 août 2023, pendant le congé parental de Nicolai Wammen.